# Zack Martin
Zachary “Zack” Martin è un personaggio delle sitcom Disney Channel Zack e Cody al Grand Hotel e Zack e Cody sul ponte di comando, e del film Disney per la televisione Zack & Cody - Il film. È interpretato da Dylan Sprouse.

## Biografia
Zack Martin è il co-protagonista della serie insieme a suo fratello gemello Cody. Figlio dei cantanti divorziati Carey e Kurt Martin, è nato a Seattle nel 1993. È più grande di Cody di dieci minuti. 
Zack è il tipico ragazzo dall'atteggiamento sbruffone e talvolta menefreghista, il cui passatempo preferito è divertirsi. Interessato alle ragazze fin dalla pre-adolescenza, crescendo è diventato un esperto di conquiste sentimentali, grazie al suo fascino e al suo carattere estroverso e socievole; con una fama da donnaiolo, tutte le sue storie sono state a breve termine, per via del suo disinteresse nel relazionarsi emotivamente. Sotto questo comportamento apparentemente superficiale si nasconde in realtà un ragazzo più tenero, simpatico e spensierato. Zack si dimostra infatti disposto ad aiutare i suoi amici e talvolta suo fratello, dispensando consigli o prendendo le loro parti quando necessario. È molto bravo nei videogiochi e negli sport, tra cui il basket, sa andare in skateboard e in qualche occasione suona la chitarra. Al contrario di Cody, non se la cava granché a scuola e non gli piace affatto studiare, impegnandosi il minimo indispensabile e facendosi spesso aiutare dal fratello, arrivando persino ad approfittare di lui. I suoi voti scarsi non sono tanto dovuti ad una mancanza di intelletto, ma più ad un'assenza di voglia e giusto qualche difficoltà: il ragazzo, infatti, si dimostra comunque piuttosto perspicace.
In Zack e Cody al Grand Hotel vive in una suite dell'hotel Tipton di Boston, insieme alla madre e al fratello. Ragazzino vivace, furbo e ribelle, si caccia frequentemente nei guai, nei quali solitamente coinvolge anche Cody. Spesso si prende gioco di quest'ultimo, a causa della sua indole più timida e intellettuale, ma, anche se non vuole ammetterlo, Zack vuole molto bene a suo fratello. Nel corso della serie, nonostante la giovane età, flirta con diverse coetanee, ma non rimane mai con loro per più episodi. La sua più grande cotta, però, è Maddie Fitzpatrick, ragazza di qualche anno più grande che lavora all'hotel e che Zack tenta più volte di conquistare, senza grande successo; nonostante ciò, i due sono ottimi amici.
In Zack e Cody sul ponte di comando, insieme a Cody frequenta la Seven Seas High, una scuola a bordo della nave SS Tipton. Dopo aver sperperato tutti i soldi che sarebbero serviti a lui e al fratello per mantenersi durante l'intero semestre, si trova costretto a lavorare come barista dello Sky Deck; questo lavoro permane fino al termine della serie. Crescendo, Zack matura sotto alcuni aspetti, risultando meno infantile e avventato ma mantenendo un carattere scherzoso e festaiolo. All'inizio della terza stagione conosce una nuova studentessa di nome Maya, di cui si innamora e che diventerà la sua prima ragazza in una relazione seria; sarà lei a lasciarlo nell'episodio conclusivo della serie, perché teme di non poter mantenere una relazione a distanza con il ragazzo durante i due anni che dovranno passare lontani. Nell'ultimo episodio, Zack si diploma insieme ai suoi compagni.

## Curiosità
- Zack e suo fratello gemello minore Cody Martin sono gli unici personaggi ad essere apparsi in tutti gli episodi della saga di Zack e Cody.